# Ryuta Watanabe
Ryuta Watanabe (n. 1988) este un bărbat japonez șomer, care a devenit o figură polarizantă în Japonia datorită stilului său de viață neconvențional și poligam, trăit împreună cu mai multe partenere și copii. El își prezintă acest stil de viață în emisiuni TV și pe rețelele sociale, provocând dezbateri intense. Ryuta locuiește cu patru femei, dintre care una îi este soție recunoscută legal, și are zece copii, deși doar doi dintre aceștia trăiesc în gospodăria sa. Întreținerea sa este asigurată integral de partenerele sale. În timp ce unii îl laudă pentru deschiderea sa și modelul său alternativ de viață, mulți îl critică pentru că pune sub semnul întrebării normele tradiționale și cadrul legal al societății japoneze.

## Biografie

### Origini și viața timpurie
Ryuta Watanabe s-a născut în 1988 într-o familie cu condiții modeste. Tatăl său a fost șofer de taxi, iar mama casnică. Aceste circumstanțe sociale și economice umile au influențat parcursul său de viață. Într-o perioadă dificilă din viața sa, când suferea de depresie și trăia din ajutor social, Ryuta a fost părăsit de iubita sa. Această despărțire, atribuită de relatările ulterioare statutului său socio-economic, a reprezentat un moment de cotitură. Acest eveniment l-a determinat să își îndrepte atenția către platformele de întâlniri online, ceea ce a dus la adoptarea stilului său de viață actual.

### Relații, căsătorii și situație financiară
După despărțirea de iubita sa, Ryuta a început să caute activ relații pe aplicații de întâlniri. Prima sa soție, Chihiro, este singura femeie cu care are o căsătorie recunoscută legal, dar întreține relații paralele cu alte femei. În prezent, locuiește cu patru femei, având relații suplimentare cu alte două, pe care le-a cunoscut prin rețelele sociale.
Un aspect remarcabil al stilului său de viață este dependența financiară totală de partenerele sale. Fără un loc de muncă de ani de zile, el nu contribuie la veniturile gospodăriei, cheltuielile lunare ridicându-se la aproximativ 6.000 de dolari, acoperiți integral de femeile din viața sa. În interviuri, Ryuta a subliniat că prioritatea sa este să aibă suficient timp pentru relațiile sale și că este esențial ca partenerele sale să îl susțină financiar.

### Viața de familie și dinamica relațională
Ryuta locuiește împreună cu partenerele sale într-o casă din Hokkaido, fiecare femeie având propria cameră. Pentru a-și organiza contactele intime cu partenerele, Ryuta folosește un calendar, care îi permite să își programeze nopțile. Într-un interviu, a declarat că are în medie peste 28 de întâlniri sexuale pe săptămână. Totodată, a susținut că în gospodăria sa domnește armonia și că nu există gelozie, deoarece partenerele sale se înțeleg bine și se comportă ca niște prietene. Această afirmație este contrazisă de faptul că Chihiro, prima și singura sa soție legală, a părăsit casa de aproximativ douăzeci de ori în cinci ani din cauza divergențelor și conflictelor. Totuși, de fiecare dată, ea s-a întors pentru a-și relua rolul în structura fragilă a familiei.
Ryuta își apără stilul de viață, argumentând că iubirea pentru femei și convingerea sa privind egalitatea sunt cheia unei conviețuiri armonioase. Într-o emisiune televizată, Abema Prime, el a declarat: „Pur și simplu iubesc femeile. Atâta timp cât ne iubim în mod egal, nu vor exista probleme.”

### Recorduri și copii
Ryuta are în prezent zece copii, dintre care doar doi locuiesc cu el. Obiectivul său ambițios este să depășească recordul japonez pentru cel mai mare număr de urmași. Se inspiră din Tokugawa Ienari, un shogun din perioada Edo, care a avut 53 de copii cu 27 de concubine. Ryuta aspiră să depășească acest record și s-a autointitulat „Zeul Căsătoriei”. Pentru a-și atinge acest obiectiv, caută activ noi partenere dispuse să devină parte a modelului său familial.

## Controverse sociale și juridice
Poligamia este interzisă în Japonia, ceea ce înseamnă că Ryuta poate fi căsătorit legal cu o singură femeie. Relatările ample despre stilul său de viață au declanșat o dezbatere aprinsă, mai ales pe rețelele sociale, unde modelul său de viață este pus sub semnul întrebării din perspectiva valorilor tradiționale japoneze și a legislației. Criticile se concentrează pe impactul pe termen lung asupra copiilor săi și pe povara financiară pe care o impune partenerelor. Cu toate acestea, unii îl consideră curajos pentru deschiderea și onestitatea sa.